# Котлик (озеро, Шумихинский район)
Котлик — озеро в Шумихинском районе Курганской области России. Расположено в 34 км на север от города Шумихи. Добраться до озера можно по автомобильной дороге: Шумиха — Карачельское — Большая Рига — Красная Звезда — Шадринск.
Озеро округлой формы, набор глубины плавный, песчаное дно. На северном и восточном берегах находится одноимённая деревня. В ближайших лесах обитают косули, кабаны, лоси и другие животные.

## Растительность и животный мир
В озере обитают рыбы: карась